# Associazione Calcio Perugia 1949-1950
Questa voce raccoglie le informazioni riguardanti l'Associazione Calcio Perugia nelle competizioni ufficiali della stagione 1949-1950.

## Stagione
Tornato sulla panchina biancorossa il tecnico Mario Malatesta, già alla guida dei grifoni nel vittorioso campionato di Serie C Centro-Sud dell'immediato secondo dopoguerra, ciò non servì a risollevare le sorti di una squadra ormai da qualche anno in declino. Le undici reti dell'attaccante Guido Zucchini non bastarono al Perugia a evitare il sedicesimo posto nel proprio girone, con un'iniziale retrocessione sul campo nel campionato di Promozione; tuttavia a fine stagione, onde continuare a garantire una rappresentanza geografica all'Umbria nei tornei della Lega Nazionale, arrivò un ripescaggio che mantenne il club perugino in terza serie.

## Divise
| Casa | Trasferta |

## Rosa
| N. |                   | Ruolo | Calciatore         |
| -- | ----------------- | ----- | ------------------ |
|    | Italia (bandiera) | A     | Andrea Lazzarini   |
|    | Italia (bandiera) |       | Marcello Manferini |
|    | Italia (bandiera) |       | Masè               |
|    | Italia (bandiera) | C     | W. Paganini        |
|    | Italia (bandiera) | C     | W. Pompei          |
|    | Italia (bandiera) | P     | Ragnetti           |

| N. |                   | Ruolo | Calciatore          |
| -- | ----------------- | ----- | ------------------- |
|    | Italia (bandiera) |       | Salari              |
|    | Italia (bandiera) | D     | Socrate Salmoiraghi |
|    | Italia (bandiera) |       | Sterpin             |
|    | Italia (bandiera) |       | Stivoli             |
|    | Italia (bandiera) | A     | Guido Zucchini      |